# René François Walther de Sluze

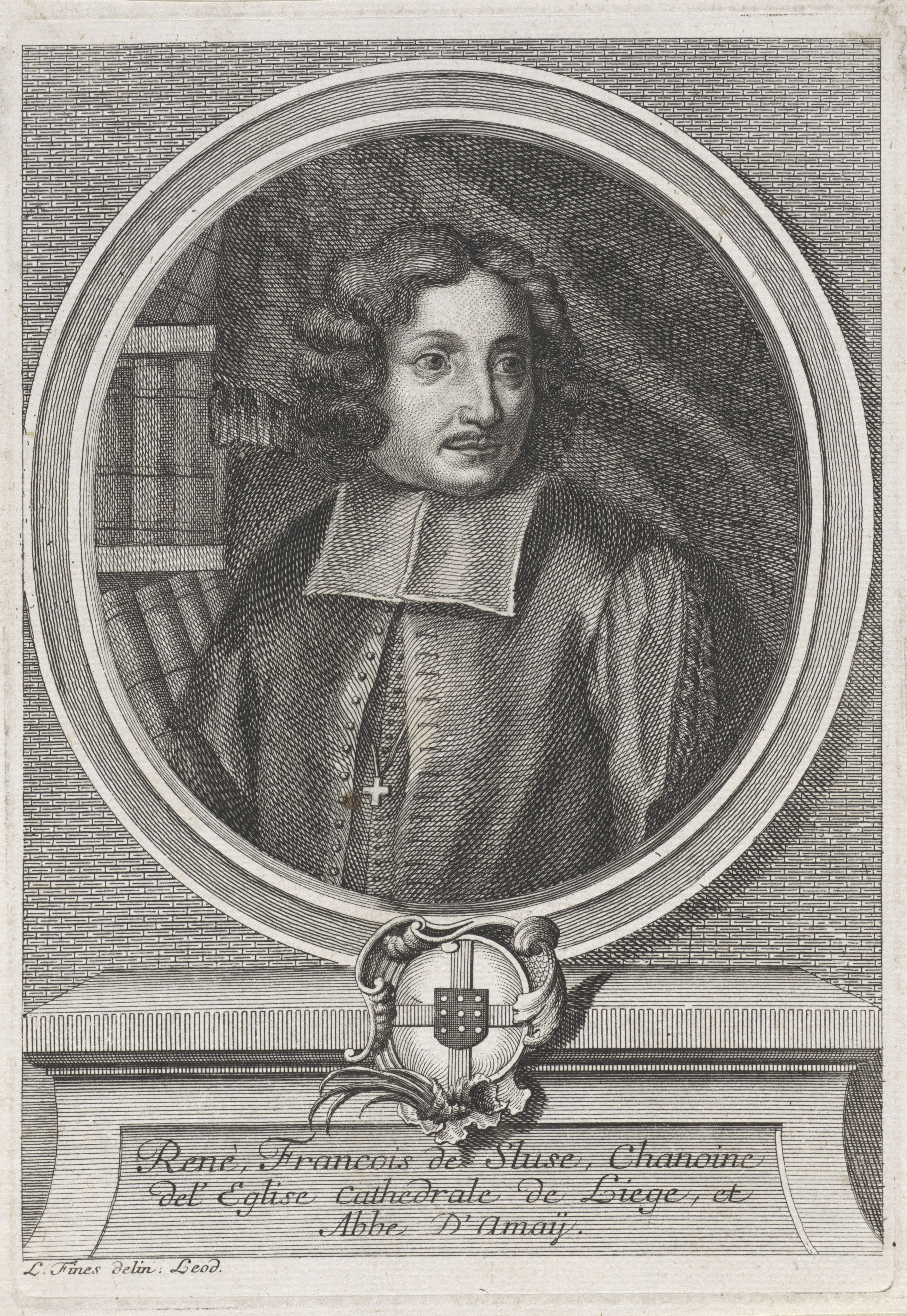
Porträt von René François Walther de Sluze (datiert zwischen 1666 und 1699)

René François Walther de Sluze (* 7. Juli 1622 in Visé, Provinz Lüttich; † 19. März 1685 in Lüttich, Wallonien; auch Renatus Franciscus Slusius) war ein wallonischer Mathematiker, Kanoniker von Lüttich sowie Abt von Amay.

## Leben
Sluze studierte von 1638 bis 1642 an der Universität Löwen und wurde Doktor der Rechtswissenschaften an der Universität La Sapienza in Rom. Dort studierte er mehrere Sprachen, Mathematik und Astronomie. Slusius schlug die kirchliche Laufbahn ein: 1650 wurde er Kanoniker von Lüttich, 1659 war er im Rat des Bischofs von Lüttich, und 1666 wurde er Abt von Amay.
Sluze korrespondierte mit Blaise Pascal, Christiaan Huygens, John Wallis und Michelangelo Ricci (1619–1682). 1674 wurde er zum Fellow der Royal Society gewählt. Neben seinen Arbeiten zur Mathematik, in denen er sich unter anderem mit dem Auffinden von Tangenten an Kurven, der Zykloide und Spiralen beschäftigte und die von Wallis gelobt wurden, schrieb er auch beispielsweise über Astronomie und andere Naturwissenschaften, Geschichte und Theologie.
Nach Slusius sind verschiedene algebraische Kurven benannt, unter anderem die von Blaise Pascal so genannten Perlen des Sluzius (1657/58).